# Алкеј
Алкеј (грч. Ἀλκαῖος) је име неколико јунака из грчке митологије.

## Етимологија
Име Алкеј значи „моћан“.

## Митологија
1. Персејев и Андромедин син, тиринтски краљ.[2] Његова супруга је била Астидамија, Лаонома или Хипонома и са једном од њих је имао децу; Амфитриона, Анаксо и Перимеду.[3]
2. Андрогејев син, унук краља Миноја. Када је Херакле стигао на острво Пар, Минојеви синови су убили два Хераклова друга. Херој је тада побио Минојеве синове и опседао град све док му становници нису предложили да узме два таоца. Херакле је пристао и одабрао Алкеја и његовог брата Стенела.[2]
3. Према Диодору, ово је бивше име Херакла.[3]
4. Диодор је поменуо још једног Алкеја, једног од Енопионових генерала, Дионисовог сина. Енопион је наградио своје генерале острвима или градовима и Алкеј је добио Парос.[3]
5. Учесник у тројанском рату из Карије, син Маргаса и Филиде, кога је убио Мегент.[4]
6. Алкеј је био и Хераклов син кога је имао са скитским чудовиштем, а Белов отац.[5] Према неким изворима, Херакле је тог сина имао са Омфалом[6] или са њеном дворкињом Малидом. У том случају он је био оснивач лидијске династије кога је краљ Креос свргнуо са престола у Сарду.[1]